# Niamh Cusack
Niamh Cusack (Dalkey, 20 ottobre 1959) è un'attrice irlandese, attiva in campo teatrale, televisivo e cinematografico.

## Biografia
Niamh Cusack è entrata nel mondo dello spettacolo come flautista, dopo gli studi alla Royal Academy of Music e la collaborazione con la RTÉ National Symphony Orchestra, prima di studiare recitazione alla Guildhall School of Music and Drama, dove non terminò gli studi perché a un anno dal diploma fece il suo debutto sulle scene al Gate Theatre di Dublino. Successivamente cominciò a recitare con la Royal Shakespeare Company (RSC), come Desdemona accanto all'Otello di Ben Kingsley e come la Giulietta del Romeo di Sean Bean. La fama arrivò negli anni 90 con la serie televisiva Heartbeat, in cui recitò per 49 episodi dal 1992 al 1995.
L'attrice tuttavia non abbandonò mai l'attività teatrale e continuò a recitare in produzioni di alto profile in importanti teatri britannici. Negli anni 90 è stata diretta da un giovane Sam Mendes in The Plough and the Stars, in scena al Young Vic con Judi Dench, oltre ad interpretare i ruoli principali di Rosalind e Porzia negli allestimenti della Royal Shakespeare Company di Come vi piace ed Il mercante di Venezia. Nel 2012 ha recitato nella prima produzione dell'adattamento teatrale de Lo strano caso del cane ucciso a mezzanotte in scena al National Theatre di Londra, mentre l'anno successivo ha interpretato Paulina nella produzione del Globe Theatre de Il racconto d'inverno. Nel 2017 ha interpretato Lenù nella riduzione teatrale della saga di Elena Ferrante L'amica geniale, mentre nel 2018 è tornata a recitare con la RSC nel ruolo di Lady Macbeth.

### Vita privata
Figlia di Cyril Cusack e sorella di Sorcha e Sinéad Cusack, Niamh Cusack è sposata con Finbar Lynch, da cui ha avuto il figlio Calam. Suo cognato è l'attore Jeremy Irons ed è la zia di Max Irons e di Samuel Irons.

## Filmografia parziale

### Cinema
- Paris by Night, regia di David Hare (1988)
- L'ombra della vendetta - Five Minutes of Heaven (Five Minutes of Heaven), regia di Oliver Hirschbiegel (2009)
- Hereafter, regia di Clint Eastwood (2010)
- Testament of Youth, regia di James Kent (2014)
- ChickLit, regia di Tony Britten (2016)
- L'ultima vendetta (In the Land of Saints and Sinners), regia di Robert Lorenz (2023)

### Televisione
- Poirot (Agatha Christie's Poirot) – serie TV, episodio 1x09 (1989)
- Il mondo di Peter Coniglio e dei suoi amici (The World of Peter Rabbit and Friends) – serie TV, 9 episodi (1992)
- Heartbeat – serie TV, 49 episodi (1992-1995)
- Miss Marple (Agatha Christie's Marple) – serie TV, episodio 1x03 (2004)
- L'ispettore Barnaby (Midsomer Murders) – serie TV, episodio 11x06 (2008)
- Jack Frost – serie TV, 2 episodi (2010)
- Lewis – serie TV, 1 episodio (2010)
- The Hollow Crown – serie TV, 1 episodio (2012)
- New Tricks - Nuove tracce per vecchie volpi (New Tricks) – serie TV, 1 episodio (2014)
- Testimoni silenziosi (Silent Witness) – serie TV, 2 episodi (2016)
- Delitti in Paradiso (Death in Paradise) – serie TV, episodi 10x05-10x06 (2021)

## Teatrografia parziale
- Otello, Royal Shakespeare Company (1985)
- Anything Goes, Royal Shakespeare Company (1985)
- Tre sorelle, Manchester (1985)
- Romeo e Giulietta, Royal Shakespeare Company (1986)
- L'aratro e le stelle, Londra (1990)
- Tre sorelle, Dublino e Londra (1990)
- Casa di bambola, Dublino (1993)
- Indian Ink, Londra (1995)
- Come vi piace, Royal Shakespeare Company (1996)
- Le serve, Londra (1997)
- Il mercante di Venezia, Chichester (2003)
- Spettri, Dublino (2007)
- Lo strano caso del cane ucciso a mezzanotte, Londra (2012)
- Il racconto d'inverno, Londra (2016)
- L'amica geniale, Londra (2017)
- Macbeth, Royal Shakespeare Company (2018)
- Quel che resta del giorno, tour UK (2018)
- L'amica geniale, Londra (2018)

## Doppiatrici italiane
- Daniela Amato in Testament of Youth[5]
- Patrizia Salmoiraghi ne Il mondo di Peter Coniglio e dei suoi amici
- Laura Boccanera in Miss Marple